# Канал Истанбул
Канал Истанбул (на турски: Kanal İstanbul) е проект за изкуствен воден път на морското равнище, който е планиран от Турция в Източна Тракия, свързващ Черно море с Мраморно море и по този начин с Егейско и Средиземно море. Каналът на Истанбул ще разполовява сегашната европейска страна на Истанбул и по този начин ще образува остров между Азия и Европа (островът ще има брегова линия с Черно море, Мраморно море, новия канал и Босфора). Новият воден път ще заобиколи сегашния Босфор.
Каналът има за цел да сведе до минимум корабния трафик в Босфора. Предвижда се да има капацитет от 160 кораба на ден – подобно на сегашния обем на трафика през Босфора, където задръстванията карат корабите да чакат на опашка с дни, за да преминат през пролива. Някои анализатори спекулират, че основната причина за изграждането на канала е да се заобиколи Конвенцията от Монтрьо, която ограничава броя и тонажа на военните кораби от нечерноморските сили, които могат да влизат в морето през Босфора, както и забранява таксите за преминаване през него. През януари 2018 г. турският премиер Бинали Йълдъръм обявява, че Канал Истанбул няма да бъде предмет на Конвенцията от Монтрьо.
Проектът за Канал Истанбул включва също изграждането на пристанища (голям контейнерен терминал в Черно море, близо до летище „Истанбул“), логистични центрове и изкуствени острови, които да бъдат интегрирани с канала, както и изграждането на нови устойчиви на земетресения жилищни сгради в области покрай канала. Изкуствените острови ще бъдат изградени от пръст, изкопана за канала. Транспортните проекти, които ще бъдат интегрирани с проекта за канала, включват високоскоростния влак Халкалъ-Капъкуле, проекта за турските държавни железници, линиите на метрото Йеникапъ-Сефакьой-Бейликдюзю и Махмутбей-Есенюрт в Истанбул и пресичането на магистрала D-100, магистрала Тем и магистрала Сазлибосна.
Очаква се финансирането на канала да бъде чрез модел изграждане-експлоатация-прехвърляне, но може да бъде финансирано и чрез публично-частно партньорство. Правителството очаква да генерира 8 милиарда щатски долара приходи годишно от канал Истанбул, отчасти благодарение на таксата за обслужване на транзита. Критици, като Коркут Боратав, поставят под съмнение този брой и казват, че нетните приходи може да са отрицателни. Други критики включват необходимостта от насочване на ресурси за съсредоточаване върху готовността за земетресения и справяне с икономически проблеми и потенциални отрицателни въздействия върху околната среда.

## История
Концепцията за канал, свързващ Черно море с Мраморно море, е предлагана поне седем пъти в историята.

### Ранни предложения
Първото предложение е направено от османския султан Сюлейман Великолепни (управлявал 1520 – 1566). Твърди се, че неговият архитект Мимар Синан е изработил планове за проекта. Проектът е изоставен по неизвестни причини.
На 6 март 1591 г., по време на управлението на султан Мурад III, е издаден императорски ферман и работата по проекта е възобновена, но отново по неизвестни причини проектът е спрян.
През 1654 г. по време на управлението на султан Мехмед IV е упражнен натиск за възобновяване на канала, но без резултат.
Султан Мустафа III (управлявал 1757 – 1774) се опитва два пъти през 1760 г., но проектът не може да се осъществи поради икономически проблеми.
По време на управлението на султан Махмуд II (управлявал 1808 – 1839 г.) е създаден Имперски османски комитет, който да проучи проекта още веднъж. През 1813 г. е изготвен доклад, но конкретни стъпки не са предприети.

### Модерни предложения
Консултантът на Министерството на енергетиката Юксел Йонем предлага проекта за изграждане на алтернативен воден път към Босфора в списанието от 1985 г. на Турския институт за стандартизация и в Научното и техническо списание на Съвета за научни и технологични изследвания на Турция през 1990 г.
През 1991 г. Нусрет Авджъ, ръководител на комисията по околна среда на столична община Истанбул, предлага да се построи канал с дължина 23 km, който да минава между Силиврия и Караджакьой. Той предполага, че този канал значително ще намали опасностите от морския трафик и замърсяването в Босфора.
В крайна сметка, на 17 януари 1994 г., малко преди местните избори, лидерът на Демократичната лява партия Бюлент Еджевит предлага канал, свързващ Черно с Мраморно море.
Канал Истанбул е обявен от президента Реджеп Таип Ердоган през юни 2021 г. Канал би бил достатъчно голям, за да побере кораби от клас VLCC.

## Проект

### Предназначение
Обявената цел на проекта е да се намали големият морски трафик през Босфора и да се минимизират рисковете и опасностите, свързани особено с танкерите.
Около 41 000 кораба от всякакъв размер преминават годишно през протока, сред които 8 000 танкера, превозващи 145 милиона тона суров петрол. Международният натиск за увеличаване на тонажа на морския трафик през турските проливи нараства, което носи рискове за сигурността на морското корабоплаване по време на преминаването. Босфорът има почти три пъти повече трафик от Суецкия канал. Каналът допълнително ще помогне за предотвратяване на замърсяването, причинено от товарни кораби, преминаващи или акостирали в Мраморно море преди южния вход на Босфора.

### Оформление
На 15 януари 2018 г. е обявено трасето на проекта. Окончателният маршрут за канал Истанбул е избран след проучвания на пет алтернативни маршрута. Министерството на транспорта обявява, че проектът ще премине през езерото Кючюкчекмедже близо до Мраморно море. Той ще премине през Авджълар и Башакшехир, преди да стигне до Черно море в Арнавуткьой северно от града. Седем km от маршрута минават през Кючюкчекмедже, 3,1 km минават през Авджълар, 6,5 km минават през Башакшехир, а основната 28,6-километрова част от маршрута минава през Арнавуткьой.
Водният път ще бъде с дължина 45 km, с дълбочина 20,75 m. Широчината му ще бъде 360 m на повърхността и 275 m на дъното.
Най-големите размери на кораба, които могат да преминат през канала, са определени като 275 – 350 m дължина, 49 m ширина, газене от 17 m и газене от 58 m.

### Подготовка на проекта
На 23 септември 2010 г. Хънджал Улуч, колумнист във всекидневника Sabah, написва статия, наречена „Луд проект от министър-председателя“, без да споменава съдържанието на проекта. В тази статия Улуч пише реакцията си на телефонния си разговор с премиера Ердоган, заявявайки, че „държах телефона в ръката си и замръзнах. Това е най-лудият проект, който съм чувал за Истанбул. Ако някой би попитал да измисля хиляди проекти, пак не би ми минало през ума. Толкова е лудо." Тази статия довежда до създаването на шум около проекта, наричайки го „Лудия проект".
Изглежда, че правителството на Партията на справедливостта и развитието е започнало дискретни проучвания по проекта по-рано и че са предприети конкретни стъпки за съживяването на този проект. Проектът е споменат от министъра на транспорта Бинали Йълдъръм през май 2009 г. в парламента. На 27 април 2011 г. тогавашният министър-председател Реджеп Тайип Ердоган официално обявява проекта Канал Истанбул по време на митинг, проведен във връзка с предстоящите общи избори през 2011 г.
Проучванията, свързани с проекта, са завършени в рамките на две години. Първоначално е планирано каналът да бъде пуснат в експлоатация най-късно през 2023 г., 100-годишнината от основаването на републиката.
На 22 януари 2013 г. турското правителство обявява, че проучванията за канала ще започнат през май 2013 г. През април 2013 г. започва първият етап от проекта Канал Истанбул, който включва изграждането на различни мрежови мостове и магистрали.
До декември 2019 г. строителството все още не е започнало. Президентът Ердоган посочва, че искане за търг за проекта ще бъде публикувано в началото на 2020 г. Междувременно Екрем Имамоглу, избран за кмет на Истанбул през 2019 г. от опозиционната Републиканска народна партия, се противопоставя на проекта.
През януари 2020 г. Министерството на околната среда и урбанизацията одобрява окончателната версия на доклада за оценка на въздействието върху околната среда на проекта за Канал Истанбул. Строителните работи се планира да започнат в средата на 2021 г. Очаква се завършването на проекта да отнеме седем години.

### Строителство
На 26 юни 2021 г. започва строителството на моста Сазлъдере, което Ердоган също заявява, че е началото на строителството на канала.

### Цена
Турският президент Реджеп Тайип Ердоган и представители на столичната община на Истанбул заявяват, че изграждането на Канал Истанбул ще струва приблизително ₺75 милиарда (10 милиарда щатски долара). Централното правителство излага модела изграждане-експлоатация-прехвърляне като основно предпочитание, но ще използва средства от националния бюджет, ако е необходимо. Приблизително 8 000 – 10 000 души се очаква да бъдат наети по време на строителната фаза на проекта, докато 500 – 800 трябва да бъдат наети по време на оперативната фаза.

### Влияние върху околната среда
Черно море е с 50 cm по-високо от Мраморно и по-малко солено. Симулациите предвиждат, че за разлика от Босфора, който тече в двете посоки, водата рядко ще тече на север през канала, но почти винаги на юг, което ще направи горните 25 метра на Мраморно море по-малко солени. Въпреки това екосистемите на двете морета могат да бъдат засегнати. Проектът е критикуван за унищожаване на земеделска и горска земя и пешеходна пътека и потенциално замърсяване на подземните води със сол и увеличаване на наводненията. Други екологични критики включват потенциални промени в солеността на Мраморно море, което води до миризмата на сероводород в Истанбул.

### Критика
Някои критици заявяват, че Турция цели да заобиколи Конвенцията от Монтрьо относно режима на проливите, за да постигне по-голяма автономия по отношение на преминаването на военни кораби (които са ограничени по брой, тонаж и въоръжение) от Черно море до Мраморно море.
През 2013 г. Стратфор характеризира обявения бюджет за строителство от 12 милиарда щатски долара и първоначалната дата за експлоатация през 2023 г. като „нереалистични за проект от такъв мащаб“.
Градската управа на Истанбул и местните групи се противопоставят на проекта, тъй като той ще елиминира езерото Дурусу, което се използва за 1/5 от питейната вода в града, и защото очакват, че това ще доведе до пренаселване с нарастването на местното население. Наблюдатели казват, че планът за налагане на транзитни такси на петролни и газови танкери е нереалистичен, стига свободното преминаване да е гарантирано през Босфора. Въпреки това, член 3 от Конвенцията от Монтрьо позволява санитарни инспекции преди транзитното преминаване през Босфора, което води до спекулации, че Турция може да приложи продължителни санитарни инспекции, превръщайки канала в по-бърза алтернатива. Заедно с членовете на кралското семейство на Катар, Берат Албайрак, турският министър на финансите и зет на президента Ердоган, закупува имоти по маршрута, което означава, че той лично ще се облагодетелства финансово от произтичащото от това развитие на недвижимите имоти. Екрем Имамоулу, кмет на Истанбул, казва, че трябва да се използват ограничени финансови ресурси, за да се подготви Истанбул за земетресение и за решаване на икономически проблеми и че всички сгради, които са в риск от земетресение в Истанбул, могат да бъдат възстановени с бюджета на Канал Истанбул. Според проучване в Истанбул от MAK, 80,4% от анкетираните са против проекта за Канал Истанбул, докато само 7,9% го подкрепят.
През април 2021 г. десет пенсионирани адмирали от турския флот са арестувани заради публична критика на проекта за Канал Истанбул. Арестите последват ден след като група от 104 висши бивши военноморски служители подписват отворено писмо, предупреждаващо, че предложеният канал може, като обезсили Конвенцията от Монтрьо, да навреди на турската сигурност.

### Последици от изпреварващото създаване на политика
Проектът е описан като „изпитателна площадка за изпреварващо създаване на политики“. Ако светът решително се отдалечи от изкопаемите горива през следващите десетилетия, проблемът със задръстванията в Босфора ще се разсее, премахвайки едно от оправданията за канала.